# Sur bergart
Sura bergarter kallas även aciditer och är magmatiska bergarter som innehåller hög halt av kiseldioxid, SiO2. För att betecknas som sur skall halten kiseldioxid överstiga 65 viktprocent. Begreppet skall inte blandas ihop med pH-värde. Sura bergarter är ofta ljusa till färgen. På grund av den höga halten av kiselsyra kan fri kvarts bildas. Jordarter som innehåller dessa bergarter finns ofta i Sveriges vanliga skogar och är inte lämpliga som åkermark.

## Exempel på sura bergarter
- Granit
- Ryolit
- Porfyr[2]